# Ятійо (Тіба)

35°43′21″ пн. ш. 140°5′59″ сх. д. / 35.72250° пн. ш. 140.09972° сх. д.
Ятійо́ (яп. 八千代市, やちよし, МФА: [jat͡ɕijo ɕi̥]) — місто в Японії, в префектурі Тіба.

## Короткі відомості
Розташоване в північно-західній частині префектури, на заході Сімоського плато, на берегах річки Ніїкава. Виникло на основі постоялого містечка на Нарітському шляху. Основою економіки є сільське господарство, вирощування шпинату, скотарство, харчова промисловість, комерція. Станом на 1 жовтня 2008 площа міста становила 51,27 км². Станом на 1 січня 2009 населення міста становило 186 938 осіб.